# The Deliverance - La redenzione
The Deliverance - La redenzione (The Deliverance) è un film horror del 2024 diretto da Lee Daniels.
Il film è ispirato a un fatto di cronaca realmente accaduto nel 2011.

## Trama
Indiana. Ebony Jackson è la madre single di tre ragazzi, Nate, Shante e Dre; la donna ha problemi di alcolismo e depressione che in passato l'hanno portata a essere violenta coi suoi figli e a finire spesso in prigione: per questo motivo è seguita da una severa assistente sociale, Cynthia. Per sfuggire al suo controllo, Ebony cambia casa insieme ai tre figli e alla madre Alberta, con la quale ha un pessimo rapporto, ma è costretta a tenerla con sé perché è l'unica che riesce a tenerle testa. Alberta, malata di cancro, scopre che la sua assicurazione sanitaria ha smesso di pagare le spese per la sua chemioterapia: a sua insaputa Ebony si è accollata le spese per impedirle di recarsi in un ospedale meno prestigioso, ma così facendo è rimasta sul lastrico e ha dovuto accontentarsi di una casa a prezzo molto basso che nessuno voleva, nei sobborghi di Gary. 
Poco dopo il trasloco, iniziano a verificarsi strani fenomeni: Ebony scopre che sul pavimento della cantina si apre una voragine, dove Dre si reca spesso in stato catatonico, attirato da un amico immaginario che lui chiama Trey; intorno alla voragine iniziano a comparire carcasse di animali morti, ed Ebony percepisce strane presenze nelle zone d'ombra della casa. Anche Shante e Nate cominciano a comportarsi in maniera strana, e sui loro corpi compaiono graffi e bruciature.
Una notte, in assenza di Alberta, Ebony si ubriaca; sentendo dei rumori provenire dalla stanza dei ragazzi, si infuria e vi si reca armata di una mazza da baseball. Quando sua madre rientra trova i ragazzi terrorizzati, Ebony in trance e un buco sul muro, dove la donna ha colpito credendo di uccidere i figli. Il giorno dopo la famiglia riceve una visita di Cynthia, la quale, notando le ferite, sospetta che Ebony abbia ripreso a bere; Alberta e i ragazzi tuttavia lo negano e la mandano via. Ebony nota inoltre una donna che li spia da un'auto, e crede si tratti di una collega di Cynthia. Quello stesso giorno, a scuola, i ragazzi hanno un attacco psicotico: aggrediscono i professori, mangiano i propri escrementi e si feriscono da soli. In seguito Nate, invasato da una forza misteriosa, tenta di annegare Dre nella vasca da bagno: il bambino viene salvato da Ebony e Alberta, mentre il fratello maggiore non sa spiegarsi il perché delle sue azioni.
Ebony, sempre più spaventata, viene avvicinata dalla donna dell'auto: si tratta di Bernice, il pastore del quartiere, che teneva d'occhio la famiglia perché in passato era stata testimone di eventi terribili: la voragine nello scantinato sarebbe infatti la porta dell'inferno, e nella casa alberghererebbe Trey, un terribile demone che, vent'anni prima, aveva tormentato i precedenti proprietari. Bernice era stata chiamata a compiere un esorcismo, la Redenzione, ma all'ultimo istante aveva ceduto alle proprie paure e aveva rifiutato di praticarlo: il demone aveva quindi posseduto la madre, che dopo aver ucciso i suoi familiari si era suicidata. Ebony non le crede, ma quando torna a casa trova un incendio originato da un crocefisso e Alberta strangolata da Dre. Cynthia le toglie allora la custodia dei figli, che vengono internati in un ospedale psichiatrico.
In ospedale i ragazzi cadono in trance e iniziano a muoversi scompostamente e parlare lingue sconosciute: Cynthia sente Dre parlarle del figlio che ha perso anni prima, e lo vede arrampicarsi a mani nude su una parete. Bernice, intanto, convince quindi che Dre sia posseduto da Trey: le due rapiscono il bambino e lo riportano a casa perché il pastore compia la Redenzione.
Durante il rituale, Dre assume le sembianze di Alberta e insulta Ebony; Bernice cede nuovamente alla paura, e il demone ne approfitta per ucciderla. Prima di morire, il pastore incoraggia Ebony a trovare dentro di sé la fede e portare a compimento la Redenzione. La donna affronta quindi Trey, ma questo approfitta delle sue debolezze per sottometterla con facilità; durante la lotta anche Shante e Nate, in ospedale, vengono assaliti dal demone, che li ferisce gravemente a distanza. Poco prima di soccombere, Ebony ripensa ai momenti di felicità trascorsi coi suoi figli: questo le ridà la fede, e la donna è in grado di portare a termine il rituale e ricacciare Trey all'inferno.
Il giorno dopo Cynthia, ormai convinta che sia accaduto qualcosa di inspiegabile, promette a Ebony di aiutarla a riavere i suoi figli; sei mesi dopo Ebony riottiene la custodia dei ragazzi, e i tre tornano a Filadelfia per iniziare una nuova vita.
Un testo al termine dei titoli informa che il film è ispirato alla vera storia di Latoya Ammons: la casa dove si sarebbero verificate le possessioni è stata rasa al suolo, ma strani fenomeni continuano a verificarsi nel territorio.

## Produzione
Nel gennaio 2022 è stato annunciato che Lee Daniels avrebbe diretto un film horror con Andra Day, Octavia Spencer, Glenn Close, Rob Morgan, Caleb McLaughlin ed Aunjanue Ellis-Taylor. Tre mesi più tardi Mo'Nique, che aveva già lavorato con Daniels nel film Precious (2009), ha rimpiazzato Octavia Spencer, mentre Tasha Smith si è unita al cast.

## Promozione
Il primo trailer del film è stato diffuso il 16 luglio 2024.

## Distribuzione
Il film è stato distribuito sulla piattaforma Netflix il 30 agosto 2024.